# هايغيت (فيرمونت)
هايغيت (بالإنجليزية: Highgate, Vermont)‏ هي بلدة تقع بولاية فيرمونت في الولايات المتحدة. تبلغ مساحتها 155.1 (كم²)، وترتفع عن سطح البحر 98 م، بلغ عدد سكانها 3397 نسمة في عام 2000 حسب إحصاء مكتب تعداد الولايات المتحدة وتصل الكثافة السكانية فيها 25.6 نسمة/كم2.

## أعلام
- ارين أوستين

## وصلات خارجية
- The US50 - Cities and Towns in Vermont State
- Vermont Cities and Towns, Facts, Map, Flag, Colleges, Government, and More